# Ilha Interview
A ilha Interview é uma ilha das ilhas Andamão, na Índia. A ilha situa-se 125 km a norte de Port Blair. Tem 101 km2.
A ilha tem um farol, que foi destruído pelo tsunami gerado pelo sismo no Índico em 2004  mas depois foi recuperado.